# Davide (singolo)
Davide è un singolo del rapper italiano Gemitaiz, pubblicato il 20 aprile 2018 come quarto estratto dall'album omonimo.
Il singolo ha visto la collaborazione del rapper e cantante italiano Coez.

## Video musicale
Il videoclip è stato pubblicato il 30 maggio 2018 sul canale YouTube di Gemitaiz.

## Classifiche
| Classifica (2018) | Posizione massima |
| ----------------- | ----------------- |
| Italia            | 2                 |